# Mongolia na Zimowych Igrzyskach Olimpijskich 1988
Reprezentacja Mongolii na Zimowych Igrzyskach Olimpijskich 1988 w kanadyjskim Calgary liczyła trzech zawodników - dwóch mężczyzn i jedną kobietę. Był to szósty w historii start reprezentacji Mongolii na zimowych igrzyskach olimpijskich.

## Wyniki

### Biegi narciarskie

#### Bieg kobiet na 5 km techniką klasyczną
| Zawodnik         | Czas    | Miejsce | Źródło |
| ---------------- | ------- | ------- | ------ |
| Dawaagijn Enchee | 18:02.2 | 50.     | [ 1 ]  |

#### Bieg kobiet na 10 km techniką klasyczną
| Zawodnik         | Czas    | Miejsce | Źródło |
| ---------------- | ------- | ------- | ------ |
| Dawaagijn Enchee | 35:40.8 | 48.     | [ 2 ]  |

#### Bieg kobiet na 20 km techniką dowolną
| Zawodnik         | Czas      | Miejsce | Źródło |
| ---------------- | --------- | ------- | ------ |
| Dawaagijn Enchee | 1:08:14.5 | 51.     | [ 3 ]  |

#### Bieg mężczyzn na 15 km techniką klasyczną
| Zawodnik                 | Czas    | Miejsce | Źródło |
| ------------------------ | ------- | ------- | ------ |
| Dambadżancagijn Battulga | 50:09.4 | 69.     | [ 4 ]  |
| Dzijcagaany Ganbat       | 48:48.9 | 62.     | [ 4 ]  |

#### Bieg mężczyzn na 30 km techniką klasyczną
| Zawodnik                 | Czas      | Miejsce | Źródło |
| ------------------------ | --------- | ------- | ------ |
| Dambadżancagijn Battulga | 1:40:41.3 | 69.     | [ 5 ]  |
| Dzijcagaany Ganbat       | 1:42:24.2 | 72.     | [ 5 ]  |

#### Bieg mężczyzn na 50 km techniką dowolną
| Zawodnik                 | Czas      | Miejsce | Źródło |
| ------------------------ | --------- | ------- | ------ |
| Dambadżancagijn Battulga | 2:30:33.7 | 60.     | [ 6 ]  |
| Dzijcagaany Ganbat       | 2:26:22.0 | 57.     | [ 6 ]  |